# Полин д'Арґі
Полин д'Арґі (Artemisia argyi) — вид рослин із родини айстрових (Asteraceae).

## Біоморфологічна характеристика
Це багаторічна трава чи напівкущ 80–150(250) см заввишки, з багатьма бічними коренями, на верхівці коротко розгалужений, сіро-павутинно-запушений, сильно ароматний. Середнє стеблове листя: ніжка 2–3 мм; пластинка яйцеподібна, трикутно-яйцювата чи субромбічна, 5–8 × 4–7 см, абаксіально густо-сіро павутинисто-запушена, адаксіально неповно запушена і біло залозисто-крапчаста, 1(чи 2)-перисторозділена; сегменти 2 чи 3 пари, як правило, зубчасті. Найгорішніше листя й листоподібні приквітки перистороздільні чи 3-частинні чи цільні; приквітки еліптичні, еліптично-ланцетні або ланцетні. Первинне суцвіття — вузька волоть з гілками до 10 см, висхідними. Обгортка приквітків еліпсоїдна, 2.5–3(3.5) мм у діаметрі; приквітки павутинно-запушені чи голі. Крайових жіночих квіточок 6–10. Дискових квіточок 8–12, двостатеві. Сім'янки яйцювато-довгасті чи довгасті. Період цвітіння: липень — жовтень. 2n = 36.

## Середовище проживання
Батьківщиною є схід Азії — сх. Китай, Корея, Японія, Далекій схід Росії; вид натуралізований у Румунії Україні, Росії; вид інтродукований у багатьох країнах Азії.
Населяє пустки, узбіччя доріг, схили, пагорби, степи, лісостепи; від низин до 1500 метрів.

## Використання
Листки мають антисептичну, відхаркувальну, жарознижувальну та кровоспинну дію. Їх застосовують при лікуванні безпліддя, функціональних маткових кровотеч, дисменореї, кашлю та астми. Встановлено, що листя мають антибактеріальну дію. Ефірна олія, витягнута з рослини, особливо ефективна при лікуванні бронхіту та астми. Artemisia argyi використовується для виготовлення важливих протизапальних, детоксикаційних та кровоспинних препаратів.